# Estación de Ocaña
Ocaña es una estación ferroviaria situada en el municipio español homónimo en la provincia de Toledo, comunidad autónoma de Castilla-La Mancha. Actualmente las instalaciones carecen de servicios ferroviarios después de que, en julio de 2022, dejasen de circular trenes por la línea a la que pertenece.

## Situación ferroviaria
La estación se encuentra en el punto kilométrico 16,2 de la línea férrea 310 de la red ferroviaria española que une Aranjuez con Valencia, entre las estaciones de Ontígola y Noblejas. El tramo es de vía única y está sin electrificar. Se encuentra a 731,04 metros de altitud.

## Historia

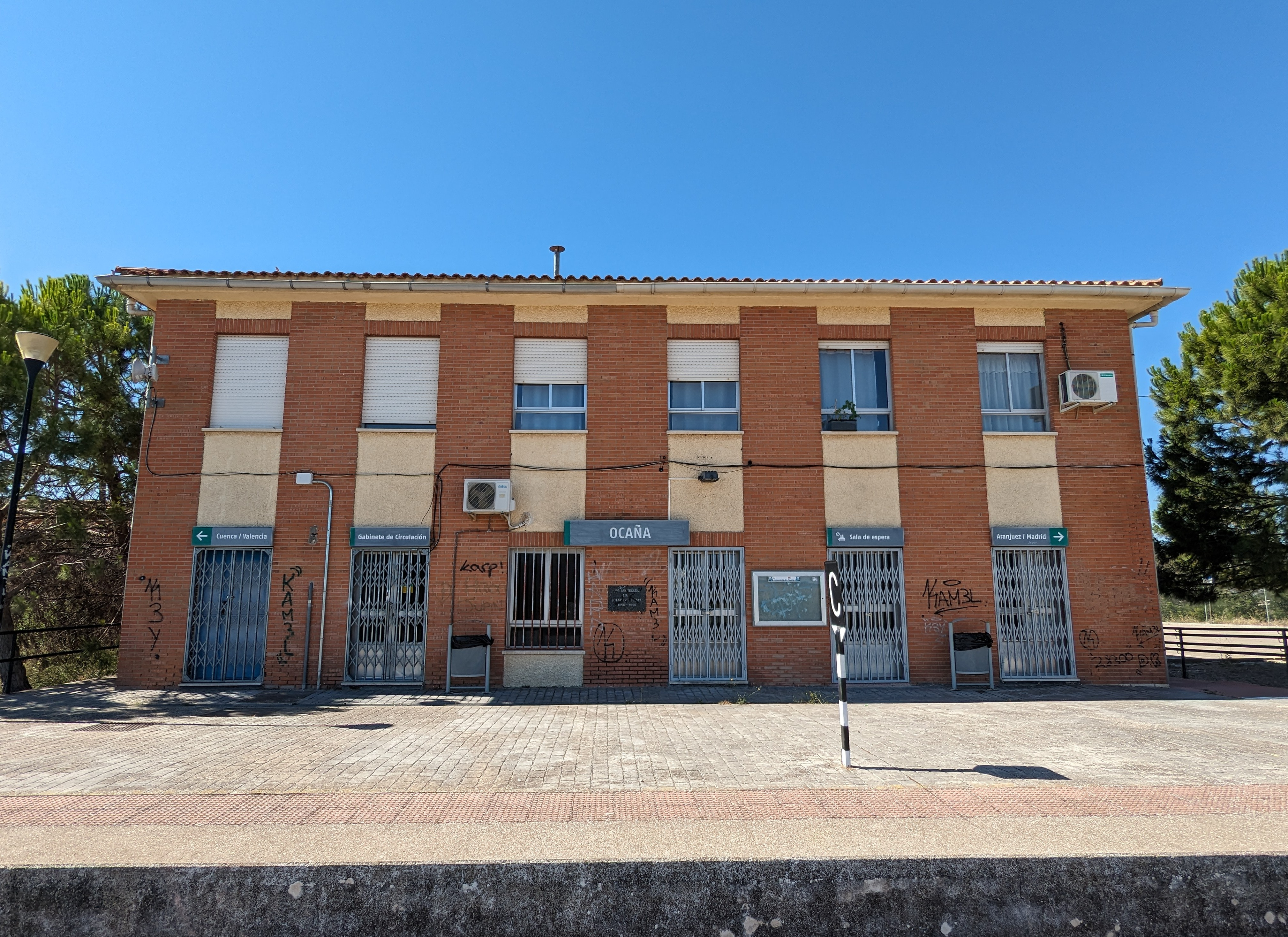
Edificio de la estación en 2023

Aunque ya existió un servicio regular de viajeros desde el 6 de agosto de 1883, no fue la estación inaugurada oficialmente hasta el 5 de septiembre de 1885 cuando MZA se hizo con la concesión de la línea entre Aranjuez y Cuenca comprando los derechos de la misma a la Compañía del Ferrocarril de Aranjuez a Cuenca, constructora inicial de la misma. En 1941, con la nacionalización de la totalidad de la red ferroviaria española la estación pasó a ser gestionada por RENFE. Desde el 31 de diciembre de 2004 Renfe Operadora explota la línea mientras que Adif es la titular de las instalaciones ferroviarias.
El día 19 de julio de 2022 partieron los últimos trenes de la relación Madrid-Cuenca, dejando de circular convoyes ferroviarios por la línea al día siguiente.

## La estación
El edificio de viajeros es de construcción mucho más reciente, concretamente de la década de 1970. Consta de dos alturas y cinco vanos por altura y costado, sin ningún valor arquitectónico.
Dicho edificio se halla en posición lateral a las vías y da acceso a la vía derivada núm. 2. El andén central da acceso a la vía principal núm. 1 y también a la derivada. Existe una tercera vía, sin acceso a andén y que acaba ramificada en toperas en el Parque de vías de Ferrovial situado al este del complejo. 
Aún son visibles dos elementos de aguada en cada extremo del andén central, así como depósitos de agua para el abastecimiento de locomotoras de vapor, reminiscencia del pasado.